# Platte Thijs
Platte Thijs (ook bekend als Pater Thijs, Achtkante Boer of Broekermeer) is een legendarisch figuur uit het Hoorn van de 16e eeuw, dat voorkomt in diverse sagen. Hij wordt vanwege zijn - naar idee van het volk - rechtvaardige rooftochten, de Nederlandse Robin Hood genoemd.
Platte Thijs is in de geschiedschrijving veelal neergezet als een meedogenloze dief. De sage vertelt echter dat de man alleen stal van de rijken, om de verdiensten uiteindelijk onder de armen te verdelen. Uiteraard werd dit door de autoriteiten niet gewaardeerd, en werd hij gearresteerd. Platte Thijs verzette zich bij zijn arrest hevig, en tijdens het gevecht dat hierop volgde werd zijn neus met een zwaard afgehouwen (hetgeen hij met de naam Platte Thijs heeft moeten bekopen). Uiteindelijk verloor hij de strijd; hij werd opgesloten in een donkere cel in de (oude) Oosterpoort. In de nacht na zijn gevangenneming verboog Thijs de tralies van zijn cel en ontsnapte hij. Toen hij echter weer werd gevonden en gearresteerd, reageerden de gerechtsdienaren extra fel, en vermoordden zij hem. Ter nagedachtenis hebben de bewonderaars van Thijs toen een steen met zijn beeltenis in de gevangenismuur gemetseld. Nadat de Oosterpoort in 1818 was afgebroken, werd deze steen in 1880 in het Westfries Museum geplaatst, waar deze nu (2008) nog steeds te vinden is.
In Hoorn wordt tegenwoordig ook een bier gebrouwen opgedragen aan Platte Thijs.
Op de website van het DOC Volksverhaal van het Meertens Instituut is de opbouw van dit volksverhaal weergegeven: 

De rover Pater Tijs berooft alleen rijke mensen en laat arme mensen met rust. Een boer is bedroefd omdat hij een grote som geld aan huur moet betalen aan de leenheer. Pater Tijs vraagt wanneer de leenheer langskomt en leent de boer het ontbrekende bedrag. Nadat de leenheer het geld bij de boer heeft opgehaald, berooft Pater Tijs de leenheer van het hele bedrag. Daarna zegt Pater Tijs tegen de boer dat hij de lening omzet in een schenking. Pater Tijs heeft ook eens geprobeerd om de sterke rover te beroven die de Achtkante Boer heet. De Achtkante Boer staat zijn zak met geld af aan Pater Tijs: hij mag het hebben als hij het kan tillen. Maar Pater Tijs blijkt niet in staat om de zak te tillen. De mensen bij wie hij inwoont komen er op zeker moment achter dat hun kostganger de beruchte rover Pater Tijs is. Ze zetten hem het huis uit omdat ze geen moeilijkheden met de politie willen hebben.